# جيفري ليتمان
جيفري تود ليتمان (بالإنجليزية: Jeffrey Laitman)‏، الحاصل على الدكتوراه في الفلسفة (من مواليد 13 أكتوبر في عام 1951)، هو عالم أمريكي في التشريح وعلم الإنسان الفيزيائي ويجمع علمه بين الدراسات التجريبية والمقارنة وعلم الأحياء القديمة لفهم نمو السبيل الهوائي العلوي والمجرى الصوتي وتطورهما لدى الإنسان. يعمل اليوم أستاذًا متميزًا في مدرسة طب ماونت سيناي (كلية الطب بجبل موسى سابقًا) في مدينة نيويورك حيث يشغل مناصب أخرى، بما فيها: أستاذ ومدير مركز علم التشريح وعلم التشكل الوظيفي وأستاذ طب الأنف والأذن والحنجرة وأستاذ التعليم الطبي.

## البحث العلمي
يستكشف مختبر ليتمان في كلية ماونت سيناي الجوانب البيولوجية الأساسية للتغيير التنموي لدى مجموعة من الثدييات -من القوارض إلى الرئيسيات غير البشرية إلى الحيتان- وكيف تغيرت هذه الأنظمة بمرور الوقت. في مجال التنمية، خطا ليتمان وزملاؤه خطوات كبيرة للتحقيق في التغير الذي يطرأ على أنماط التنفس والبلع والصوت لدى الرضع من البشر. كان لهذا العمل آثار كبيرة على فهم التشريح البشري الأساسي، بالإضافة إلى بعض الاضطرابات السريرية مثل متلازمة موت الرضيع الفجائي، والمعروفة أيضًا باسم موت المهد.
ساعد بحث ليتمان في تطور السبيل الهضمي الهوائي على الدخول في منهجية جديدة تتيح استخدام البقايا الأحفورية سبيلًا لإعادة تشكيل المجرى الصوتي لأسلاف البشر. ألقت أعماله في هذا المجال الضوء على السمات المميزة للجهاز التنفسي البشري، وكانت لها آثار خاصة على فهم أصول الكلام واللغة البشريين. أثارت دراسات ليتمان جدلًا كبيرًا حول كيفية اختلاف الكائنات البشرية الحية عن المجموعات الأخرى، مثل النياندرتال. غُطّيت أعماله بصورة متكررة في الصحافة العامة والعلمية، وكثيرًا ما ظهر في الأفلام الوثائقية التلفزيونية حول أصول الإنسان وتطور الكلام واللغة في الولايات المتحدة الأمريكية وخارجها، مثل برنامج ميراكل بلانيت الوثائقي الحائز على جوائز، ووثائقي بي بي سي، ذا داي وي ليرند تو ثينك، ووثائقي قناة التاريخ التلفزيونية، كلاش أوف ذا كيف مين.

## التربية والتعليم
أدخل استخدام أجهزة التنظير والروبوتات في مناهج تدريس علم التشريح في السنة الأولى، وتعاون مع طلاب الطب لتدريس تشريح العضلات والعظام من خلال اليوغا والبيلاتس، وحصل هذا الابتكار الأخير على جوائز وطنية وتقديرات. ابتكر ليتمان وزملاؤه أيضًا مناهج جديدة لتقديم «العمل الجماعي» و«المسؤولية الجماعية» و«التدريس الجماعي» وإدخال هذه المفاهيم الأساسية مبكرًا في مناهج تدريب الأطباء. نجح بصورة خاصة في توجيه أعضاء هيئة التدريس، وفاز العديد منهم بجوائز تعليمية من كل من مدرسة طب ماونت سيناي والجمعيات الدولية. أنشأ ليتمان برامج مساعدة على التدريس لطلاب الطب والخريجين المتقدمين تتيح لهم تعلم التدريس واكتساب معرفة أكبر بالتشريح. حصل على العديد من الجوائز للتدريس والإرشاد من مدرسة ماونت سيناي ومن عدة جمعيات حول العالم.

## السيرة الذاتية
حصل ليتمان على درجة البكالوريوس من كلية بروكلين في جامعة مدينة نيويورك، وتخرج منها بامتياز مع مرتبة الشرف في علم الإنسان الفيزيائي والتاريخ في عام 1973. بعد التخرج من كلية بروكلين، أنهى دراسات عليا في علم الإنسان الفيزيائي والتشريح في جامعة ييل. الجامعة التي حصل فيها على درجة الماجستير في الفلسفة في عام 1975 ودكتوراه في الفلسفة في عام 1977. تعلم ليتمان في جامعة ييل على يد عالم التشريح إدموند س. كريلين من مدرسة طب جامعة ييل، وعالم مستحاثات البشر ديفيد ر. بيلبيم، وعالم الأحياء القديمة إلوين سيمونز، وعالمي الأحياء المختصين بالرئيسيات أليسون ريتشارد وروبرت د. مارتن. تعلم أيضًا على يد عالم مستحاثات البشر الفرنسي الشهير يافيس كوبينس في متحف الإنسان ومؤسسة كوليج دو فرانس، عندما كان طالبًا وفي أثناء العديد من الرحلات البحثية اللاحقة إلى باريس. في عام 1976، بينما كان طالبًا في الدراسات العليا، عُيِّن محاضرًا في علم التشريح في كلية الطب في جامعة ييل، وفي عام 1977، اختير زميلًا باحثًا في وحدة دراسة النمو البشري والتطور في كلية الطب في جامعة ييل.
في عام 1977، انضم ليتمان إلى هيئة التدريس في مدرسة طب ماونت سيناي كمدرس في علم التشريح. هو حاليًا أستاذ متميز في مدرسة طب ماونت سيناي، وأستاذ ومدير قسم التشريح والتشكل الوظيفي، وأستاذ طب الأنف والأذن والحنجرة، وأستاذ التعليم الطبي ومدير قسم التشريح العياني بكلية الطب بجامعة إيكان في ماونت سيناي؛ وأستاذ في كليات الدراسات العليا للعلوم الطبية الحيوية في ماونت سيناي وعلم الإنسان في جامعة مدينة نيويورك. يعد أيضًا باحثًا مشاركًا في المتحف الأمريكي للتاريخ الطبيعي، وعضو هيئة التدريس في جمعية نيويورك لعلم الرئيسيات التطوري، وهو برنامج تدريب بحثي تدعمه مؤسسة العلوم الوطنية.

## التوجيه والطلاب والمعاونون
كان ليتمان المستشار البحثي والمرشد لعدد كبير من طلاب الطب وطلاب الدراسات العليا الذين عملوا في وظائف بارزة في الطب والعلوم والتعليم الطبي. ومن أبرز هؤلاء: عالما التشريح المقارن الحاصلان على دكتوراه في الفلسفة جوي رايدنبيرغ وسامويل ماركيز، وأخصائي علم الأعصاب والحاصل على دكتوراه في الفلسفة باتريك جاي. جانون، وأخصائي طب الأنف والأذن وعلم الأعصاب والحاصل على دكتوراه في الطب ودكتوراه في الفلسفة ديفيد ر. فريدلاند، وأخصائي علم الإنسان والحاصل على دكتوراه في الفلسفة دوغلاس برودفيلد، والحاصل على دكتوراه في الفلسفة أنطوني باغانو، وأخصائي علم التشريح النمائي والحاصل على دكتوراه في الفلسفة أرماند بالبوني، والجراح وأخصائي سرطان الرأس والعنق والحاصل على دكتوراه في الطب إريك جيندين، وأخصائيتي الصحة والتمارين الحاصلتين على دكتوراه في الطب كاري مكيولوتش وستيفاني بيشلينيك مارانغو. وجّه عددًا كبيرًا من الطلاب في مجال البحث، وعلّم أكثر من 5,000 طالب طب خلال حياته المهنية. عمل ليتمان أيضًا على توجيه العديد من العلماء الشباب من جميع أنحاء العالم، وجاء الكثير منهم للعمل في مختبره في ماونت سيناي. يتعاون ليتمان اليوم بصورة متكررة مع زملاء في الولايات المتحدة الأمريكية وخارجها على مجموعة من المشاريع العلمية والتعليمية.

## الأنشطة في الجمعيات العلمية والأكاديمية
يعد ليتمان عضوًا نشطًا في عدد من الجمعيات العلمية والأكاديمية، ومن أهمها الرابطة الأمريكية لعلماء التشريح، وهي إحدى الجمعيات العلمية والتعليمية الرائدة في العالم. شغل العديد من المناصب في هذه الرابطة، بما في ذلك انتخابه عضوًا في مجلس الإدارة بين عامي 2006 و2009. في عام 2009، انتُخب ليتمان رئيسًا للرابطة وعمل رئيسًا منتخبًا من عام 2009 حتى عام 2011، ورئيسًا من عام 2011 حتى عام 2013، ورئيسًا سابقًا من عام 2013 حتى عام 2015. في عام 2009، انتُخب نائبًا لرئيس خريجي جامعة ماونت سيناي، وفي عام 2011 انتخب رئيسًا لتلك المنظمة. في عام 2009، انتُخب أيضًا نائبًا لرئيس اللجنة التشريحية لكليات الطب المرتبطة بنيويورك. يعمل ليتمان أيضًا محررًا مشاركًا ومحررًا لقسم التشكل الوظيفي والتطوري لمجلة ذا آناتوميكال ريكورد، وكان أيضًا المشرف على العديد من الإصدارات الخاصة بتلك المجلة، مثل تلك المتعلقة بالثدييات المائية والجيوب المجاورة للأنف والديناصورات والتشريح الوظيفي للرئيسيات وتطور القرود في العالم الجديد والتشريح الكامن وراء التطورات الجديدة في الأدوات السمعية والدهليزية المزروعة وتطور حواس الرئيسيات الخاصة.